# 杉﨑貴史
杉﨑 貴史（すぎさき たかし、1979年 - ）は、日本の映像作家、イラストレーター、アニメーター。
主に、NHKの音楽番組「みんなのうた」「おかあさんといっしょ」などのアニメーションを制作している。千葉県生まれ。

## 作成作品一覧

### みんなのうた
- ◆は、5分間1曲枠の楽曲（ロングのうた）。
- 1.あのね 〜青色の傘〜 / Rie&Qoonie（2012年12月・2013年1月放送）
- 2.夢運んだランドセル / hitomi（2017年2月・3月放送）
- 3.超変身!ミネラルフォーマーズ / 鬼龍院翔 from ゴールデンボンバー（2019年4月・5月放送）